# Dálnice 6
Die Dálnice 6 (tschechisch für „Autobahn 6“) ist eine überwiegend fertiggestellte Autobahn in Tschechien und bildet die Verbindung zwischen der Hauptstadtregion Praha und dem Raum Karlovy Vary, Cheb und Marktredwitz. Auf ihr verläuft ein Abschnitt der Europastraße 48. Bis zum 31. Dezember 2015 war sie als Schnellstraße klassifiziert und trug die Bezeichnung Rychlostní silnice 6 (R6).
Die D6 beginnt am Autobahnring von Prag in der Nähe vom Flughafen Prag.

## Planungsgeschichte
In der Tschechoslowakei entstanden in den 1930er Jahren Pläne für eine Schnellstraßenverbindung von Cheb nach Košice. Eine Variante dieser Planung sah eine Verbindung von Eger über Karlsbad, Chomutov mit nördlicher Umgehung von Prag weiter über Hradec Králové, Olomouc, Zlín, Žilina, Ružomberok und Levoča vor. Allerdings wurden diese Vorhaben von den zuständigen Behörden nicht weiter verfolgt. 
Mit dem Münchner Abkommen und der Angliederung des Sudetenlandes an Deutschland im Oktober 1938 beschränkten sich die Pläne der Regierung in Prag auf die Schaffung einer Verbindung von der Hauptstadt über Brno in Richtung slowakische Grenze. Der deutsche NS-Staat, der sich des Territoriums der Tschechoslowakei 1939 schließlich vollständig bemächtigte, hatte durch die Reichsautobahngesellschaft frühzeitig verschiedene Verbindungen projektieren lassen. Hierzu gehörte eine Strecke aus dem Raum Gefrees über Cheb (Eger), Karlovy Vary (Karlsbad), Lovosice (Lobositz), Česká Lípa (Böhmisch Leipa) nach Liberec (Reichenberg). Die Planungen waren so weit vorangetrieben worden, dass bereits am 1. Dezember 1938 die Bauarbeiten im Raum Eger an der Sudetenautobahn beginnen konnten. Der Streckenverlauf ist mit der heutigen D6 jedoch nur in einem kleinen Abschnitt nordwestlich von Eger identisch, lag ansonsten weiter nördlich. Im Zweiten Weltkrieg wurden die Arbeiten im Jahr 1941 eingestellt, ohne dass es zur Vollendung eines Teilabschnitts gekommen war. Nach Kriegsende bestand kein Interesse an der Wiederaufnahme der Arbeiten an der Sudetenautobahn durch die neue tschechoslowakische Regierung. 
Wegen der erheblichen Zunahme des Straßenverkehrs erfolgte in der Tschechoslowakei gab es ab 1963 Planungen zum Bau eines leistungsfähigeren Straßennetzes. In den 1970er Jahren rückte auch die Verbindung zwischen Prag, Karlovy Vary und Cheb stärker in den Mittelpunkt. Sie gehörte zum Hauptnetz und sollte als wichtige Verkehrsader weiterentwickelt werden. Mit ersten Maßnahmen zum Ausbau der Strecke wurde 1979 im Großraum Prag begonnen.

## Bau und fertiggestellte Abschnitte

### Abschnitt Karlsbad – Eger – Staatsgrenze CZ/D
Der Abschnitt der D6 zwischen Karlsbad, Eger und der Staatsgrenze zu Deutschland wurde schrittweise zwischen 1992 und 2012 dem Verkehr übergeben:
| Abschnitt                                                        | Länge    | Baubeginn      | Fertigstellung | Querschnitt                   | Entwurfsgeschwindigkeit |
| ---------------------------------------------------------------- | -------- | -------------- | --- | ----------------------------- | ----------------------- |
| Ortsumgehung/Ortsdurchfahrt Karlovy Vary, 1. Bauabschnitt (Ost)  | 2,760 km |                | 1992 | S20 und S22,5                 | 80                      |
| Ortsumgehung/Ortsdurchfahrt Karlovy Vary, 2. Bauabschnitt (West) | 5,183 km | September 2004 | November 2006 (1. Fahrbahn); Oktober 2007 | S20 und R24,5                 | 60, 90 und 100          |
| Jenišov – Nové Sedlo                                             | 4,437 km | Februar 2008   | Juli 2010 | R24,5                         | 100                     |
| Nové Sedlo – Sokolov                                             | 7,482 km | April 2009     | April 2012 | R24,5                         | 100                     |
| Sokolov – Tisová                                                 | 5,394 km | Oktober 2008   | April 2011 | R24,5                         | 100                     |
| Tisová – Kamenný Dvůr                                            | 7,540 km | August 2006    | Juni 2010 | R24,5                         | 100                     |
| Kamenný Dvůr – Abzweig I/21 nach Mariánské Lázně                 | 4,432 km | März 2001      | November 2003 | R24,5                         | 100                     |
| Ortsumgehung Cheb, 2. Bauabschnitt (Ost)                         | 7,053 km | April 1997     | Oktober 1999 | R24,5                         | 100                     |
| Ortsumgehung Cheb, 1. Bauabschnitt (West)                        | 8,900 km | November 1993  | Juli 1997 (1. Fahrbahn); im Bereich der Brücke über die Eger ist ein Teilabschnitt zweibahnig fertiggestellt, 2. Fahrbahn auf 6,640 km geplant (voraussichtlicher Baubeginn: 2028, geplante Fertigstellung: 2030) | R24,5 (ursprüngliche Planung) | 100                     |

Der Abschnitt Dvory (129) – Jenišov (131) ist nur als Kraftfahrstraße gewidmet.

### Abschnitt Prag – Karlsbad
Während der Bau einiger Teilstrecken dieses Abschnitts im Großraum Prag bereits in den 1980er Jahren vorgenommen wurde, ist der Großteil des Abschnitts erst deutlich später in Angriff genommen bzw. vollendet worden:
| Abschnitt                       | Länge     | Status                  | Baubeginn     | Fertigstellung | Querschnitt | Entwurfsgeschwindigkeit |
| ------------------------------- | --------- | ----------------------- | ------------- | --- | ----------- | ----------------------- |
| Praha – Pavlov                  | 10,380 km | unter Verkehr           | Juli 2005     | Dezember 2008 | R24,5       | 120                     |
| Pavlov – Velká Dobrá            | 5,700 km  | unter Verkehr           | Mai 1999      | Pavlov – Pletený Újezd (2,9 km), 1. Fahrbahn im Juni 2001, 2. Fahrbahn im Juni 2002; Pletený Újezd – Velká Dobrá (2,8 km), 1. Fahrbahn im Herbst 2000, 2. Fahrbahn im Juni 2001 | R24,5       | 100                     |
| Velká Dobrá – Kamenné Žehrovice | 6,400 km  | unter Verkehr           | November 1992 | Oktober 1994 | R24,5       | 100                     |
| Kamenné Žehrovice – Kačice      | 3,300 km  | unter Verkehr           |               | 1985 (1. Fahrbahn); 1986 (2. Fahrbahn) | R24,5       | 100                     |
| Kačice – Nové Strašecí          | 6,500 km  | unter Verkehr           |               | 1984 (1. Fahrbahn); 1985 (2. Fahrbahn) | R24,5       | 100                     |
| Nové Strašecí – Řevničov        | 5,550 km  | unter Verkehr           | Dezember 2017 | November 2020 | R25,5       | 100                     |
| Umgehung Řevničov               | 4,200 km  | unter Verkehr           | Dezember 2017 | November 2020 | R25,5       | 100                     |
| Umgehung Krupá                  | 6,450 km  | unter Verkehr           | März 2022     | August 2024 | R25,5       | 100                     |
| Umgehung Hořesedly              | 9,200 km  | im Bau                  | Februar 2023  | geplant: 27. September 2025 | R25,5       | 130                     |
| Umgehung Hořovičky              | 5,194 km  | im Bau                  | März 2023     | geplant: 27. September 2025 | R25,5       | 100                     |
| Petrohrad – Lubenec             | 12,106 km | im Bau                  | Juli 2024     | geplant: 2025/2027 | D25,5       | 120                     |
| Umgehung Lubenec                | 4,860 km  | unter Verkehr           | März 2018     | August 2021 | R25,5       | 100                     |
| Lubenec – Bošov                 | 4,120 km  | unter Verkehr           | Mai 2010      | November 2015 | R25,5       | 100                     |
| Bošov – Knínice                 | 7,900 km  | im Bau                  | März 2025     | geplant: 2027 | R21,5       | 100                     |
| Knínice – Žalmanov              | 6,950 km  | im Bau                  | Juli 2025     | geplant: 2027 | R21,5       | 100                     |
| Žalmanov – Olšová Vrata         | 7,341 km  | genehmigter Projektplan | geplant: 2026 | geplant: 2028 | R21,5       | 100                     |
| Olšová Vrata – Karlovy Vary     | 8,054 km  | genehmigter Projektplan | geplant: 2026 | geplant: 2028 | R21,5 S22,5 | 100 80                  |

## Vignettenpflicht
Seit dem 1. Januar 2018 ist die Strecke zwischen Eger und Karlsbad nicht mehr vignettenpflichtig. Gebührenpflichtig ist nur der Abschnitt zwischen Jeneč (Ausfahrt 7) und Krušovice (Ausfahrt 42) in Mittelböhmen.